# Шурі (Marvel Comics)
Чорна Пантера / Аджа-Аданна (Принцеса Шурі) (англ. Black Panther / Aja-Adanna (Princess Shuri)) — вигаданий персонаж з коміксів американського видавництва Marvel Comics. Виступає у якості дочки Т'Чакі та його третьої дружини Рамонди і молодшої сестри Т'Чалли, яка хотіла стати першою жінкою, що буде Чорною Пантерою, та правителем Ваканди. Допомагала своєму брату захистити рідну країну від нападів ворога.

## Історія публікації
Створена письменником Реджинальдом Хадліном і Джоном Роміта-молодшим, Шурі вперше з'явилася в Black Panther vol. 4, № 2 (травень 2005 р.). Персонаж, спочатку показаний у якості принцеси Ваканди і в кінцевому підсумку успішно домагається ролі свого старшого брата Т'Чалли, стаючи Чорною Пантерою і правителем Ваканди на своїх власних правах.

## Вигадана біографія
Принцеса Ваканди, Шурі — наймолодша дитина і єдина дочка Т'Чаки. З юних років Шурі бажала мантію Чорної Пантери. Вона намагається кинути виклик тогочасній Чорній Пантері, її дядькові С'яну, заради мантії, тільки щоб виявити, що його вже переміг її старший зведений брат Т'Чалла. Під час нападу на Ваканду Кло та групи його найманців, вона використовує Клинок Негідника, щоб перемогти Російську Радіоактивну людину, вбиваючи його в цьому процесі. Охопленній потрясінням від свого першого вбивства сестрі, Т'Чалла обіцяє навчити її рукопашного бою, дозволяючи їй битися на своїх власних умовах, якщо їй коли-небудь знадобиться зайняти його місце в якості лідера Ваканди.
У той час як Т'Чалла і його дружина Королева Ороро були відсутні як члени Фантастичної четвірки, американські лінкори, вишикувані в ряд на чолі з Еріком Кіллмонґером, увійшли в Ваканду. З їх королем, Шурі і її радники вирішують прокрастися на кораблі вночі і вивести їх з ладу. Під час рейду Шурі захоплена людьми Кіллмонґера і кинута до камери. Вона викликає на поєдинок самого Кіллмонґера, але, побачивши її з собою, він посилає групу своїх людей, щоб битися замість себе. Вона легко перемагає їх і викрадає зі своєї камери Зурі, одного з радників Т'Чалли. Після того, як Т'Чалла і Ороро залишають Фантастичну Четвірку і повертаються до Ваканди, Скрулли вторгаються в Ваканду у складі Таємного Вторгнення. Шурі і її дядько з'являються і приводять із собою більшість армії Ваканди на напад другого вторгнення Скруллов, в той час як Т'к. Чалла і Ороро борються з їх лідерами.
Принц Немор з Атлантиди намагається переманити Т'Чаллу до Змовників, таємної рада суперлиходіїв, якою керує Доктор Дум. Він відхиляє пропозицію, але піддається нападкам з боку різних членів і залишається в коматозному стані. Королева Ороро призначає Шурі своїм наступником, і вона успішно завершує різні випробування, надаючи собі доступ до серцеподібної траві. Однак, коли вона споживає траву, Вакандійська Пантера не наділяє її силами Чорної Пантери, замість цього вілхиляє кандидатуру Шурі через ревнощі до мантії брата і її зарозумілость. Коли могутній лиходій Морлун загрожує повністю знищити Ваканду, Шурі все одно бере на себе Чорну Пантеру і екіпірування, і зуміє врятувати Ваканду і воскресити свого коматозного брата. Завдяки її смиренному акту самопожертви, вона заробляє мантію Чорної Пантери, і Бог Пантер надає їй свої супутні сили.
Коли тепер безсилий Т'Чалла виявляє, що Доктор Дум уразив багатьох вакандійських чиновників і радників нанитами, він йде в пошуках способу зупинити його, залишивши Шурі чинним правителем Ваканди. Шурі вистежує і бореться з Немором, намагаючись зрозуміти, яку роль він зіграв у пораненнях її брата. Разом Т'Чалла і Шурі виявляють, що інфіковані вакандійці, які називають себе «дестури», мають намір провести революцію, захопивши владу у Ваканді.
Звичайний Доктор Дум, успішно звергаючий чинний уряд Ваканди, як видно в сюжетній лінії Doomwar, виявляє, що має доступ до найбільшого в світі запасу вібраніуму. Шурі та знову сильний Т'Чалла, які змогли уникнути зараження від нанитів Дума через свої загостренні почуття, залишаються єдиними вакандійцями, не під контрольними Думу. Вони об'єднуються з Колосом, Нічним Змієм і Росомахою з Людей Ікс, щоб відновити контроль у Ваканді. Справа процвітає, але Дум краде більшу частину вібраніуму. Шурі подорожує по світу, намагаючись знищити злочинну мережу Дума і повернути вкрадений вібраніум. Дум використовує властивість містичної якості вібранів, щоб взяти під свій контроль всі оброблені вібрації на планеті, а Шурі і інші герої намагаються боротися і зупинити його. Їм це вдається, коли Т'Чалла використовує власні містичні виверти Дума проти нього самого, роблячи весь оброблюваний вібрацій на планеті інертним.
З Вакандою борються економічно, як видно в сюжетній лінії Klaws of the Panther, тож Шурі їде в Дику Землю, щоб зустрітися з Ка-Заром і отримати там запас природного вібраніумк. Їх атакує Кло, який хоче використовувати вібраніум для власного використання. Вони перемагають його, але вулканічне виверження, викликане його звуковими хвилями, покриває вібраніум і робить їх недоступними. Вона відстежує інші запаси в Мадрипуре і Нью-Йорку, але у Кло вже є війська А. В.М., провідні розкопки обох ділянок і бій. Кло створив монстра під назвою М. У.З. И.К. А. використовуючи вібрацію, і мав намір розмістити його на космічній станції А. В.М., щоб поневолити світ. За допомогою інших героїв, у тому числі Росомахи, Людини-павука і Чорної Вдови, Шури зриває його план.

Після нападу Намора на Ваканду під час Avengers vs. X-Men, Шурі оголошує війну Атлантиді, незважаючи на протести її брата. Вакандійці фактично винищують Атлантиду, залишивши лише кількох живих атлантів. Вона також виганяє свого брата з Золотого Міста, звідки вона править Вакандою. У відповідь на напад Шурі на Атлантиду в той час, коли він подет в суд на світ, Немор розповідає агентам Таноса, також синові Таноса, в надії помститися Шурі і її людям, що Ваканда — це місце їх цілі.
Під час сюжету «Infinity» показано, що Шурі є главою Вакандійської школи альтернативних досліджень.
Коли Ваканда піддається нападу змовників у сюжеті Time Runs Out, утримує Проксиму Опівнічну, щоб Т'Чалла зміг втекти. Її смерть пізніше підтверджується, коли її дух помічений серед усіх минулих Чорних Пантер.
В рамках All-New, All Different Marvel, Т'Чалла з'являється, намагаючись оживити тіло Шурі. Душа Шурі перенеслась у Джалію, що була духовним планом, який складається з усіх спогадів про Ваканду. Там Шурі навчалася під керівництвом духа грио, який прийняв форму своєї матері Рамонди. По мірі того, як вони навчались, дух гриотизма ділився спогадами не тільки Ваканди, але і ще до того, як нація сформувалася. З допомогою «Манифолда» Т'Чалла зміг об'єднати свою технологію і вигин реальності Манифолда, щоб повернути душу Шурі у фізичне тіло. Після її відродження Шурі була просякнута силою, подібною силі духу. Потім її проінформували щодо події, що відбувалися в її відсутність, включно з ружею Дора Миладже і заколотом на чолі з Тету і Зензи. Потім Шурі спробувала протистояти ружі Дора Миладже і переконати їх об'єднатися з Т'Чаллой, щоб зупинити повстання і провести марш проти Золотого міста, у чому вона досягла успіху. З об'єднаною владою Шурі, Т'Чалли, Маніфолда, Дори Миладже і сил Ваканади, Тету був переможений, хоча Зензи втік. Коли повстання закінчилось, Шурі приєдналася до ради Ваканди, яка була встановлена Т'Чаллой.
В ході сюжетної лінії Monsters Unleashed, Шурі була помічена в наданні допомоги Чорній Пантері в битві з Левіафаном. Було показано, коли вони захищали Ваканду від Левіафана з товстою шкурою.

## Сили і здібності
Перш ніж пройти випробування, щоб стати Чорною Пантерою, Шурі була широко навченим майстром бойових мистецтв. Після випробувань, таких як Чорна Пантера, перед ними Шурі поглинула серцеподібну траву; Це давало їй підвищену швидкість, спритність, силу, витривалість і почуття. Її уніформа складається з вібраніума.
Завдяки її навчанню під опікою духа буйства, в той час як в Джалії, Шурі була пройнята новими надприродними здібностями, які дозволили їй перетворити своє тіло в гнучкий подібний каменю матеріал, який також дав їй підвищену довговічність, яку не можна пом'янути Нормальний постріл або потужні вибухи. Шури також здатна на Аниморфизм, який дозволяє їй перевтілюватися з ким вона знаходиться в безпосередньому контакті в зграю чорних птахів або сингулярную велику темну птицю.

## Інші версії

### Marvel Mangaverse
Персонаж схожий на Шурі, молодша сестра ТЧалли Т'Чанна, з'явилася в Marvel Mangaverse. Вона відвернулася від людей Ваканди, для того, щоб стати учнем, а пізніше наступником Доктора Дума.

## Поза коміксів

### Фільм
- Шури з'явилася у фільмі «Чорна Пантера» у виконанні Летиції Райт.[18] Вона є винахідником і головним техніком Ваканди, розробляє нову екіпіровку для брата. Так само вона вилікувала пораненого Еверетта Росса. У битві з Кіллмонґером Шурі використовувала в бою звукові гармати. У сцені після титрів було показано, що вона також займалася лікуванням Бакі Барнса.
- Летиці Райт повернулася в ролі Шурі у фільмі Месники: Війна нескінченності. За сюжетом, вона намагається забрати Камінь розуму з голови Віжна.

### Телебачення
Шурі з'явилася в мультсеріалі Чорна Пантера, її озвучила Керрі Вашингтон.

### Видеоігри
- За Шурі можна грати як вдосконалений костюм Чорної Пантери в Marvel Heroes.
- За Шурі можна грати як за одного з головних героїв в DLC Pack Black Panter для гри LEGO Marvel's Avengers.[19]
- Шурі є іграбельним персонажем в мобільній відеогрі Marvel Future Fight